# Pselaphodes parvus
Pselaphodes parvus – gatunek chrząszcza z rodziny kusakowatych i podrodziny marników. Występuje endemicznie w Chinach.
Gatunek ten opisali po raz pierwszy w 2011 roku Yin Ziwei, Li Lizhen i Zhao Meijun na łamach Annales Zoologici. Jako miejsce typowe wskazano rezerwat Kuan Kuo Shui w chińskiej prowincji Kuejczou.
Chrząszcz ten osiąga od 2,23 do 2,36 mm długości i od 0,85 do 0,91 mm szerokości ciała. Ubarwienie ma rudobrązowe. Głowa jest tak szeroka jak długa. Oczy złożone buduje u samca około 45, a u samicy około 25 omatidiów. Czułki buduje jedenaście członów, z których trzy ostatnie są powiększone, u obu płci niezmodyfikowane. Przedplecze jest tak długie jak szerokie, prawie zaokrąglone po bokach. Pokrywy są szersze niż dłuższe. Zapiersie (metawentryt) u samców ma stosunkowo krótkie i na wierzchołku nieząbkowane wyrostki. Odnóża przedniej pary mają kolce na spodach krętarzy i po dużym kolcu na środku ud, zaś golenie niezmodyfikowane. Odnóża środkowej pary mają liczne kolce na spodach krętarzy. Odwłok jest duży.
Owad ten jest endemitem Chin, znanym tylko z miejsca typowego w powiecie Suiyang w Kuejczou. Spotykany był na wysokości od 1400 m n.p.m.